# Davidiella pontederiae
Davidiella pontederiae är en svampart som först beskrevs av Peck, och fick sitt nu gällande namn av Aptroot 2006. Davidiella pontederiae ingår i släktet Davidiella och familjen Davidiellaceae.   Inga underarter finns listade i Catalogue of Life.